# Marino Barkel
Marino Barkel is een Nederlandse dammer die in Overijssel woont en bekendstaat om zijn snelle spel.

## Nationaal
In 1987 won hij de nationale jeugdkampioenen in de categorie 'pupillen'.
Hij deed diverse keren mee aan het Nederlands kampioenschap dammen. Zijn beste prestatie was een gedeelde vijfde plaats met 15 punten uit 13 partijen in 2004.

## Internationaal
Hij nam deel aan het Europees kampioenschap dammen 2006 en eindigde daarin op de 24ste plaats met 12 punten uit 10 partijen (4 W, 4 R, 2 V).

## Kloksimultaan
Barkel probeerde op 15 mei 2010 het wereldrecord kloksimultaan te verbeteren en op 35 partijen te brengen maar slaagde daarin niet. Hij behaalde namelijk 48 punten (17 keer winst, 14 remises en 4 verliespartijen) en dat was 1 punt te weinig om de vereiste score van minstens 70% te halen. Op zaterdag 27 augustus 2011 lukte het wel het wereldrecord (kloksimultaan dammen) te verbeteren. Hij speelde tegen 40 dammers en moest 56 punten halen. Hij heeft uiteindelijk 57 punten gehaald, een percentage van 71,25%.
Dit record werd in 2013 door Alexander Georgiev overgenomen met 42 gespeelde partijen. Op 17 mei 2014 nam Barkel het wereldrecord weer terug in handen door tegen 43 tegenstanders te spelen. Hij won 22 keer, speelde 20 remises en verloor 1 partij, wat een resultaat van 74% opleverde.

## Resultatenoverzicht
Stand van zaken 2013: Barkel nam in totaal 5 keer deel aan de finale van het Nederlands kampioenschap dammen, met de volgende resultaten:
| jaar | locatie       | plaats |  | jaar | locatie  | plaats |
| ---- | ------------- | ------ |  | ---- | -------- | ------ |
| 1999 | Huissen       | 8e     |  | 2016 | Enschede | 10e    |
| 2002 | Velp          | 7e     |  | 2017 | Urk      | 4e     |
| 2004 | Huissen       | 5e     |  |      |          |        |
| 2005 | Groningen     | 10e    |  |      |          |        |
| 2012 | Heerhugowaard | 11e    |  |      |          |        |